# Paratico
Paratico est une commune italienne de la province de Brescia, dans la région Lombardie.

## Administration

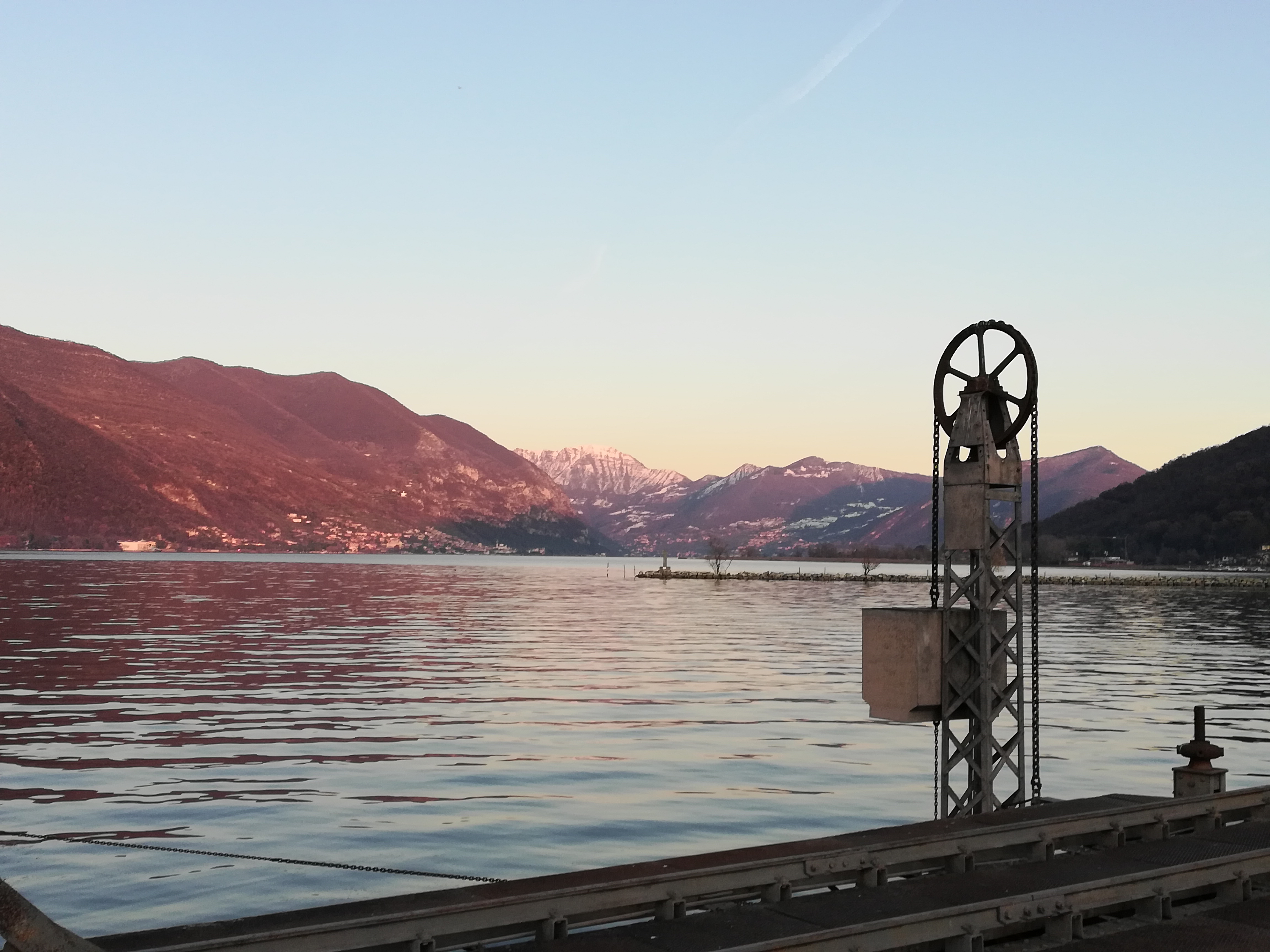
Vue du lac d'Iseo depuis la commune en 2021

| Période                                  | Période | Identité | Étiquette | Qualité |
| ---------------------------------------- | ------- | -------- | --------- | ------- |
|                                          |         |          |           |         |
| Les données manquantes sont à compléter. |         |          |           |         |

### Communes limitrophes
Adro, Capriolo, Credaro, Iseo, Sarnico, Villongo.